# Foussignac
Foussignac település Franciaországban, Charente megyében. Lakosainak száma 656 fő (2022. január 1.). Foussignac Fleurac, Jarnac, Mérignac, Les Métairies, Sigogne, Triac-Lautrait és Vaux-Rouillac községekkel határos.

## Népesség
A település népessége az elmúlt években az alábbi módon változott:
| Lakosok száma | 406  | 523  | 543  | 587  | 612  | 620  | 635  | 639  | 641  | 656  |
|               | 1968 | 1982 | 1990 | 2006 | 2013 | 2015 | 2017 | 2019 | 2020 | 2022 |